# Vilhelm Storm
Vilhelm Ferdinand Johan Storm, född den 28 september 1835 i Arendal, död den 19 maj 1913 i Trondhjem, var en norsk naturforskare. Han var bror till Martin Luther Storm samt kusin till Johan Frederik Breda,  Oscar Wilhelm Eugen och Gustav Storm. 
Storm blev 1856 konservator vid Trondhjems Videnskabsselskabs naturhistoriska samlingar och var 1893–1897 medlem av samfundets direktion och senare dess hedersledamot. Sina undersökningar om djur- och växtlivet i Trondhjemstrakten offentliggjorde han i en serie avhandlingar i Videnskabsselskabets skrifter.